# ایران در ۲۰۱۵
ایران در ۲۰۱۵ گاه‌شماری از مهم‌ترین رویدادها در سال ۲۰۱۵ در کشور ایران است.

## متصدیان
- رئیس‌جمهور: حسن روحانی
- نایب رئیس: اسحاق جهانگیری
- مقام معظم رهبری: علی خامنه ای

## مناسبت‌ها

### فوریه
- ۱۱ بهمن – ماهواره فجر ایران با موفقیت در مدار قرار گرفت.[۱]

### جولای
- ۱۴ جولای - ایران با محدودیت‌های بلندمدت برنامه هسته ای خود در ازای لغو تحریم‌ها موافقت کرد.

## ورزش‌ها
- لیگ برتر فوتسال ایران ۱۳۹۳